# Det brinner en eld
Det brinner en eld är en svensk dramafilm från 1943 i regi av Gustaf Molander.

## Handling
Nationalteaterns störste supporter är den utländske militärattachén Ernst Lemmering. Han har ett förhållande med teaterns främsta skådespelare Harriet Brandt. Efter en generalrepetition bjuder han alla på supé hemma hos sig på natten. Då kommer nyheten att landet håller på att invaderas av Lemmerings hemland. För teatertruppen blir deras främste beskyddare nu en av deras främsta motståndare.

## Om filmen
Filmen premiärvisades 23 augusti 1943 på biograf Röda Kvarn i Stockholm; den norska premiären kunde ske först 5 november 1945. Inspelningen av filmen skedde med ateljéfilmning i Filmstaden Råsunda med exteriörer från norra Jämtland av Åke Dahlqvist. Eftersom filmen producerades under andra världskriget nämndes inte att filmens handling tilldrog sig i det ockuperade Norge; varken uniformer, gradbeteckningar eller andra detaljer hos ockupationsmaktens soldater var autentiskt tyska.

## Roller i urval[2]
- Inga Tidblad - Harriet Brandt, skådespelare
- Lars Hanson - Överste Ernst Lemmering, militärattaché, senare militärkommendant
- Victor Sjöström - Henrik Falkman, teaterdirektör
- Gerd Hagman - Eva Brenner, skådespelare
- Lauritz Falk - Lauritz Bernt, skådespelare
- Tollie Zellman - Lisa Albert, skådespelare
- Hampe Faustman - Georg Brandt, Harriets bror, skådespelare
- Stig Järrel - Paul Winter, skådespelare
- Hugo Björne - general Wollert, ockupationsmaktens överbefälhavare
- Georg Funkquist - Bruhn, legationstjänsteman, senare tjänsteman vid ockupationsmaktens civilförvaltning
- Gabriel Alw - ministern vid den utländska legationen
- Torsten Hillberg - kapten vid ockupationsmakten
- Artur Rolén - Oskar Hultman, inspicient
- Erik Hell - patrullbefälhavare vid ockupationsmakten
- Georg Fernquist - Bodin, perukmakare
- Mona Geijer-Falkner - Frida, påklädare
- Agda Helin - Anna, påklädare
- Olav Riégo - kommendör Arnold på Lemmerings supé

## Musik i filmen
- "Tills det blir sista gång ..."

kompositör: Lars-Erik Larsson, textförfattare: Karl Ragnar Gierow och Noel Wirén
sång: Anna-Lisa Cronström, som dubbar Inga Tidblad, och Tore Wiberg, som dubbar Lars Hansons pianospel
- "Wein, Weib und Gesang, vals, op. 333"

kompositör: Johann Strauss, instrumental
- "An der schönen blauen Donau, op. 314"

kompositör: Johann Strauss, instrumental

## DVD
Filmen gavs ut på DVD 2016.